# Diabo na Cruz
Diablo na cruz fue una banda portuguesa formada por Jorge Cruz en 2008. Combinaba base de rock and roll con la tradición oral portuguesa, instrumentos tradicionales y variadas influencias musicales.

## Historia
Según su fundador Jorge Cruz, el grupo era una vieja idea que rondaba en la cabeza del músico desde el momento en que formaba parte del grupo los Superego, un power-trío de Aveiro que formó a mediados de los años 90. En el año 2000 comenzó a idealizar un proyecto de rock tradicional con la FanfarraMotor. El proyecto fue cancelado cuando iba a entrar en estudio, pero las primeras semillas de Diabo na Cruz estaban aquí lanzadas.
Jorge Cruz se trasladó a Lisboa, donde se reunió con un número de músicos de la familia FlorCaveira que compartían afinidades musicales y referencias comunes. registros producidos de John corazón y D 'The Strokes, que le animó a volver a explorar la idea de un rock portugués arraigado en el legado musical que es específico y tradicional de Portugal.
En 2008, formó Diabo na Cruz. En un principio se unió a Juan Pinheiro (batería) y Bernardo Barata (bajo) porque encontró en ellos según dice "una sección rítmica infalible en la actitud y con afinidades evidentes con las intenciones que tenía." Más tarde se juntaron B Fachada en la [Viola Braguesa] y Juan Gil en los teclados. En el año 2009 fue editado el primer disco  Doña Ligeirinha  y el álbum de estreno  Virou !, . Fue considerado un hito en la música nacional por la forma en que integró sonoridades de la música tradicional y del rock contemporáneo.
Después de tres años en la carretera y cientos de conciertos, los Diabos na Cruz sufrieron una renovación. B Fachada dejó la banda una semana antes de la grabación del segundo álbum,  Roque Popular  (2012), Con las incorporaciones de los miembros Manuel Pinheiro (percusiones) y Sérgio Pires (en Viña Braga), en 2012 la banda cimentó la formación que mantiene hasta hoy.
El tercer álbum,  Diabo na Cruz , llegó en 2014.
El año 2015 llevó a la banda a recorrer Portugal de norte a sur, en un total de 50 conciertos. A finales de 2015, Diabo na Cruz resultan vencedores del Festival Awards en la categoría de "Mejor Actuación en Vivo".

## Formación

### Miembros actuales
- Jorge Cruz (voz, guitarra eléctrica, composición)
- Bernardo Barata (bajo)
- Juan Pinheiro (batería)
- Juan Gil (teclados)
- Manuel Pinheiro (percusión, electrónica)
- Sérgio Pires (viola braguesa)

### Miembros anteriores
- B Fachada (viola braguesa)
- Márcio Silva (viola braguesa)

### Álbumes
- Se volvió!  (2009)
- * 'Roque Popular' '(2012)
- *  Diablo en la Cruz  (2014)
- Hare  (2018)

### ELPs
- Dona Ligeirinha  (2009)
- * 'Combate' (2010)
- Faldas (2016)